# Seijun Suzuki
Seijun Suzuki (jap. 鈴木清順 Suzuki Seijun) (ur. jako Seitarō Suzuki 鈴木清太郎 (jap. Suzuki Seitarō) 24 maja 1923 w Tokio, zm. 13 lutego 2017 tamże) – japoński reżyser filmowy.
Suzuki nakręcił ponad 40 filmów głównie klasy „B” dla Nikkatsu Company w latach 1956–1967, najczęściej tworząc filmy o yakuzy. Surrealistyczny styl Suzuki przeszkadzał wytwórni filmowej i ostatecznie doprowadził do odrzucenia obrazu Branded to Kill (1967) z Joe Shishido. Suzuki pozwał studio i wygrał, ale przez dziesięć lat zmuszony był tworzyć jako artysta niezależny. Jego filmy z tego okresu zdobyły uznanie krytyki i Nagrody Japońskiej Akademii Filmowej za trylogię Taishō: Zigeunerweisen (1980), Kagero-za (1981) i Yumeji (1991).

## Filmografia
- 1956 港の乾杯　勝利をわが手に (jap. Minato no kanpai: Shori o wagate ni)
- 1956 帆綱は唄う　海の純情 (jap. Hozuna wa utau: Umi no junjo)
- 1956 悪魔の街 (jap. Akuma no machi)
- 1957 浮草の宿 (jap. Ukigusa no yado)
- 1957 ８時間の恐怖 (jap. Hachijikan no kyōfu)
- 1957 裸女と拳銃 (jap. Rajo to kenjū)
- 1958 暗黒街の美女 (jap. Ankokugai no Bijo)
- 1958 踏みはずした春 (jap. Fumihazushita haru)
- 1958 青い乳房 (jap. Aoi chibusa)
- 1958 影なき声 (jap. Kagenaki koe)
- 1959 らぶれたあ (jap. Rabu Retaa)
- 1959 暗黒の旅券 (jap. Ankoku no ryoken)
- 1959 素ッ裸の年令 (jap. Suppadaka no nenrei)
- 1960 １３号待避線より　その護送車を狙え (jap. Jūsangō taihisen yori: Sono gosōsha o nerae)
- 1960 けものの眠り (jap. Kemono no nemuri)
- 1960 密航０ライン (jap. Mikkō zero rain)
- 1960 すべてが狂ってる (jap. Subete ga kurutteru)
- 1960 くたばれ愚連隊 (jap. Kutabare Gurentai)
- 1961 東京騎士隊 (jap. Tōkyō kishitai)
- 1961 無鉄砲大将 (jap. Muteppō taishō)
- 1961 散弾銃 (ショットガン) の男 (jap. Shotgun no otoko)
- 1961 峠を渡る若い風 (jap. Tōge o wataru wakai kaze)
- 1961 海峡、血に染めて (jap. Kaikyō, chi ni somete)
- 1961 百万弗を叩き出せ (jap. Hyakuman doru o tatakidase)
- 1962 ハイティーンやくざ (jap. Hai tiin yakuza)
- 1962 俺に賭けた奴ら (jap. Ore ni kaketa yatsura)
- 1963 探偵事務所23 くたばれ悪党ども (jap. Tantei jimusho 23: Kutabare akutō-domo)
- 1963 野獣の青春 (jap. Yaju no seishun)
- 1963 Akutaro (jap. 悪太郎 Akutarō)
- 1963 関東無宿 (jap. Kantō mushuku)
- 1964 花と怒濤 (jap. Hana to dotō)
- 1964 肉体の門 (jap. Nikutai no mon)
- 1964 俺たちの血が許さない (jap. Oretachi no chi ga yurusanai)
- 1965 春婦伝 (jap. Shunpu den)
- 1965 悪太郎伝　悪い星の下でも (jap. Akutarō den: Warui hoshi no shita demo)
- 1965 刺青一代 (jap. Irezumi ichidai)
- 1966 河内カルメン (jap. Kawachi Karumen)
- 1966 東京流れ者 (jap. Tōkyō nagaremono)
- 1966 けんかえれじい (jap. Kenka erejii)
- 1967 殺しの烙印 (jap. Koroshi no rakuin)
- 1977 悲愁物語 (jap. Hishū monogatari)
- 1980 春桜ジャパネスク (jap. Haru sakura japanesque)
- 1980 ツィゴイネルワイゼン (jap. Tsigoineruwaizen)
- 1981 陽炎座 (jap. Kagerō-za)
- 1985 Capone dużo płacze (jap. カポネ大いに泣く Kapone ōi ni naku)
- 1985 ルパン三世 バビロンの黄金伝説 (jap. Rupan sansei: Babiron no Ōgon densetsu)
- 1991 Yumeji (jap. 夢二 Yumeji)
- 1993 Marriage – Jinnai-Harada Family Chapter (jap. 結婚　陣内・原田御両家篇 Kekkon: Jinnai-Harada goryōke hen)
- 2001 Pistol Opera (jap. ピストルオペラ Pisutoru opera)
- 2005 Princess Raccoon (jap. オペレッタ狸御殿 Operetta Tanuki Goten)